# سونيل كومار سينغ
سونيل كومار سينغ (بالهندية: सुनील कुमार सिंह؛ بالإنجليزية: Sunil Kumar Singh) هو سياسي هندي، ولد في 10 يناير 1962. نشط حزبياً في حزب بهاراتيا جاناتا. وقد انتخب Member of the 17th Lok Sabha ‏ عن دائرة Chatra Lok Sabha constituency ‏ وقد انضم خلال فترته النيابية ‏ للكتلة البرلمانية حزب بهاراتيا جاناتا وفي 2014 Indian general election in Chatra Lok Sabha constituency ‏، انتخب عضو لوك سابها السادسة عشر ‏ عن دائرة Chatra Lok Sabha constituency ‏ وقد انضم خلال فترته النيابية ‏ للكتلة البرلمانية حزب بهاراتيا جاناتا.